# Cabinet Wulff I
Land de Basse-Saxe
Gabriel Wulff II
Le cabinet Wulff I (en allemand : Kabinett Wulff I) est le gouvernement du Land de Basse-Saxe entre le 4 mars 2003 et le 26 février 2008, durant la quinzième législature du Landtag.

## Coalition et historique
Dirigé par le nouveau ministre-président chrétien-démocrate Christian Wulff, ce gouvernement est constitué et soutenu par une « coalition noire-jaune » entre l'Union chrétienne-démocrate d'Allemagne (CDU) et le Parti libéral-démocrate (FDP). Ensemble, ils disposent de 106 députés sur 183, soit 57,9 % des sièges du Landtag.
Il est formé à la suite des élections législatives régionales du 2 février 2003 et succède au cabinet du social-démocrate Sigmar Gabriel, constitué et soutenu par le seul Parti social-démocrate d'Allemagne (SPD). Au cours de ce scrutin, le SPD a perdu la majorité absolue dont il disposait depuis 1994, tandis que la CDU a réalisé le quatrième meilleur résultat de son histoire et raté cette même majorité d'un siège seulement. En conséquence, elle s'est alliée au FDP, de retour au Parlement régional après neuf années d'absence et auteur de son meilleur score depuis quarante ans.
Lors des élections du 27 janvier 2008, les chrétiens-démocrates accusent un recul de l'ordre de six points, tandis que les libéraux restent stables. La majorité sortante étant reconduite, Wulff a la capacité de constituer son second gouvernement.

## Composition

### Initiale (4 mars 2003)
| Fonction                                                                                            | Titulaire | Titulaire                                                                              | Parti |
| --------------------------------------------------------------------------------------------------- | --------- | -------------------------------------------------------------------------------------- | ----- |
| Ministre-président                                                                                  |           | Christian Wulff                                                                        | CDU   |
| Vice-ministre-président Ministre de l'Économie, du Travail et des Transports                        |           | Walter Hirche                                                                          | FDP   |
| Ministre de l'Intérieur et des Sports                                                               |           | Uwe Schünemann                                                                         | CDU   |
| Ministre du Milieu rural, de l'Alimentation, de l'Agriculture et de la Protection des consommateurs |           | Hans-Heinrich Ehlen                                                                    | CDU   |
| Ministre des Finances                                                                               |           | Hartmut Möllring                                                                       | CDU   |
| Ministre de la Justice                                                                              |           | Elisabeth Heister-Neumann                                                              | CDU   |
| Ministre de l'Éducation                                                                             |           | Bernd Busemann                                                                         | CDU   |
| Ministre de la Science et de la Culture                                                             |           | Lutz Stratmann                                                                         | CDU   |
| Ministre de l'Environnement                                                                         |           | Hans-Heinrich Sander                                                                   | FDP   |
| Ministre des Affaires sociales, des Femmes, de la Famille et de la Santé                            |           | Ursula von der Leyen jusqu'au 22/11/2005 Mechthild Ross-Luttmann à partir du 7/12/2005 | CDU   |